# Greetings from the Side
Greetings from the Side je debitantski album američkog pjevača Garya Julesa. Objavljen je 4. kolovoza 1998. u izdanju diskografske kuće A&M.

## Popis pjesama
Tekstovi: Jules, glazba: Jules.
| 1.    | »Greetings from the Side«    | 3:48 |
| 2.    | »St. Christopher's Lullabye« | 2:49 |
| 3.    | »Barstool«                   | 4:21 |
| 4.    | »Owen Down«                  | 3:28 |
| 5.    | »Invisible«                  | 3:40 |
| 6.    | »Bluefish«                   | 3:55 |
| 7.    | »Ghosts«                     | 4:33 |
| 8.    | »Heroes and Heroin«          | 3:15 |
| 9.    | »Jeremiah Weed«              | 4:05 |
| 10.   | »Nothing«                    | 3:53 |
| 11.   | »Push«                       | 4:23 |
| 42:10 |                              |      |

## Izvođači
- Tekst i glazba - Gary Jules

- Karl Denson
- Robert Walter

### Produkcijsko osoblje
- Producent - Michael Andrews
- Miksanje - Tchad Blake, Husky Hoskulds (pomoćnik)
- Snimanje - Brad Cook